# Bisotun

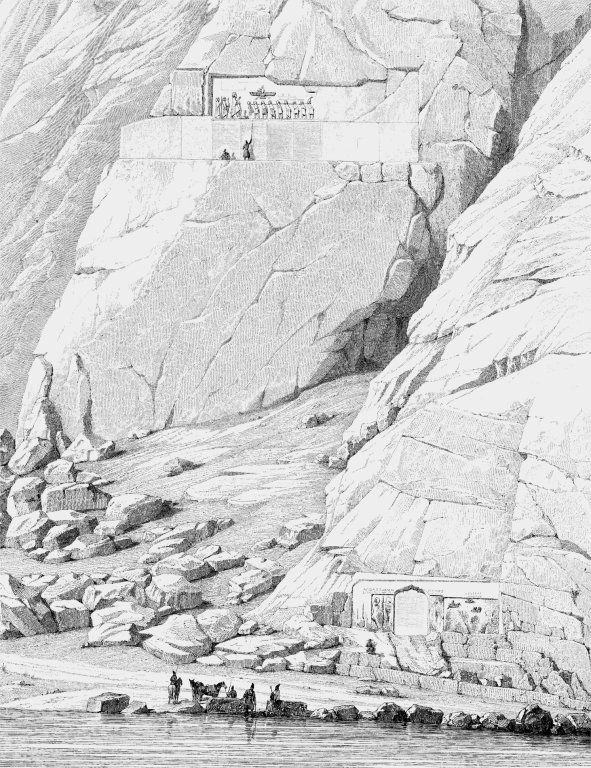
Blick auf den Berg Bisotun mit der berühmten Inschrift Dareios’ oben und der Inschrift des Mithradates II. im Vordergrund (Zeichnung von Pascal Coste).

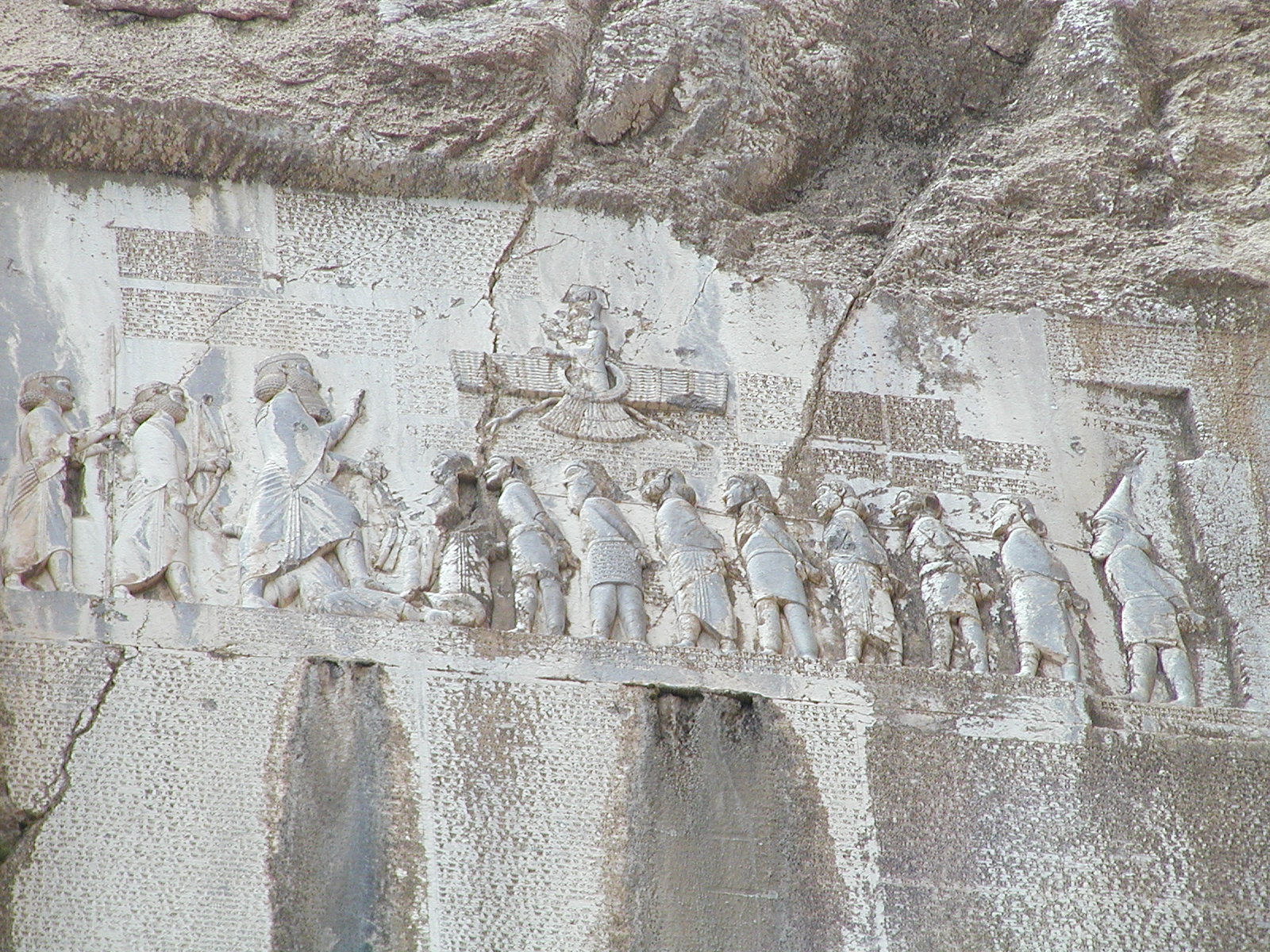
Die Behistun-Inschrift mit Felsrelief zeigt den Bericht über die Siege des Großkönigs Dareios I. in drei Sprachen.

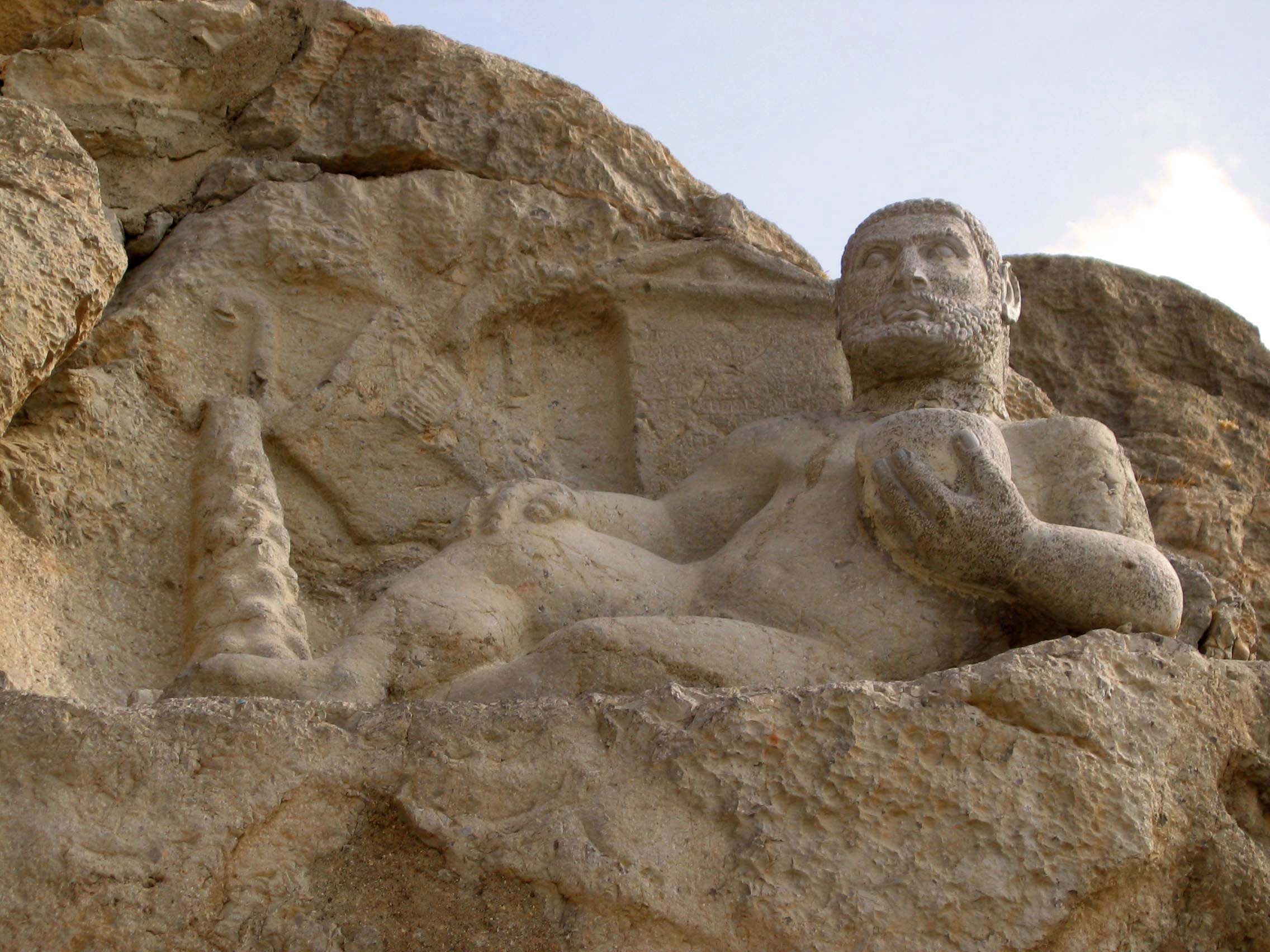
Bahram als griechischer Held Herakles, Relief in Bisotun

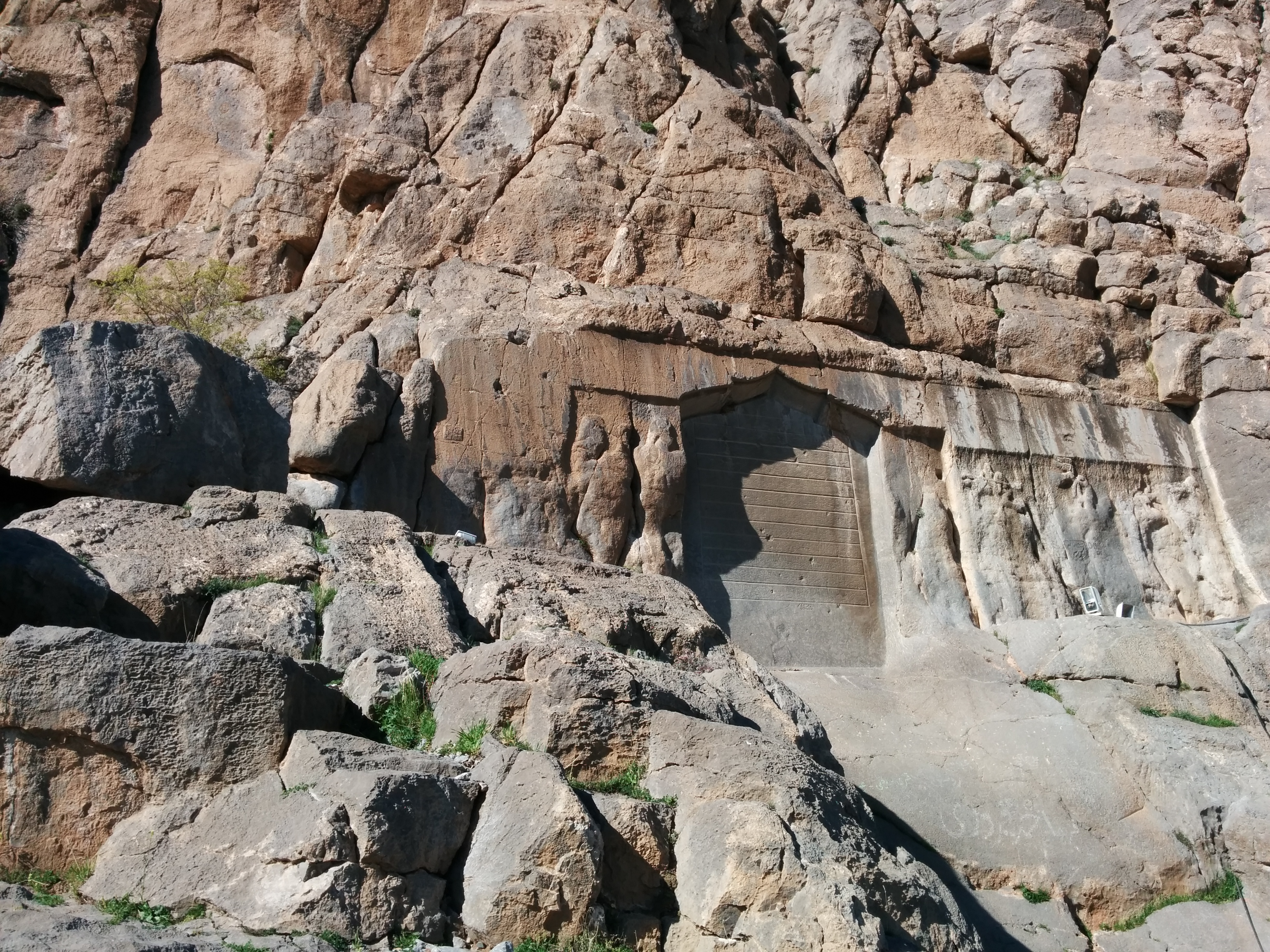
Felsrelief und Inschriften über Mithradates II. in Bisotun

Bisotun oder Bisutun (auch Bisitun; korrekter Behistan, persisch بیستون, Bīsotūn; altpersisch Bagastāna) ist ein Dorf rund 30 Kilometer östlich von Kermanschah im Westen Irans. Bisotun hatte beim Zensus 2006 gut 2000 Einwohner. Ein bei diesem Dorf gelegener steiler Felsrücken (der gleichnamige sogenannte Berg der Götter) mit seiner Umgebung in Medien ist ein historisch bedeutender Ort an der Hauptverbindungsroute zwischen dem Mittelmeer und China.
Das Felsmassiv beherbergt mehrere Reliefs. Das bedeutendste ließ der Achämenidenkönig Dareios I. (Darius) einmeißeln. Die bildliche Darstellung, gut fünf Meter breit und drei Meter hoch, stellt Darius’ Sieg über seinen Hauptgegner Gaumata, auf den er im Relief einen Fuß setzt, dar. Mit der Szene, die neun gefangene rebellische Könige zeigt und vom Geflügelten Symbol überragt wird, wollte Darius seinen Thronanspruch legitimieren, den er sich in 19 verschiedenen Schlachten erkämpfen musste. Seine Proklamation im darunterliegenden Inschriftenfeld, die sogenannte Behistun-Inschrift, umfasst 1200 Zeilen und ist dreisprachig in Altpersisch, Elamisch und Neubabylonisch abgefasst. Deshalb war sie für die Entzifferung der Keilschrift ähnlich bedeutsam wie der Stein von Rosette für die ägyptischen Hieroglyphen.
Etwa drei Meter oberhalb des Weges, der zum Dariusrelief hinaufführt, wurde bei Straßenbauarbeiten das Heraklesrelief aus der Zeit des Seleukidenreiches freigelegt. Es zeigt fast vollplastisch den auf einem Löwenfell lagernden Herakles mit einem Becher in der Hand. Die Inschrift an seinem Kopf datiert das Werk in das Jahr 148 vor Christus.
Gleich dahinter finden sich die bereits stark verwitterten Partherreliefs. Auf dem linken Felsbild sind vier Satrapen dargestellt, die König Mithridates II. (124–87 v. Chr.) huldigen. Das rechte erinnert an den Sieg des parthischen Königs Gotarzes II., der (zu Pferd dargestellt) seinen Feind (wahrscheinlich den Gegenkönig Meherdates, 50 n. Chr.) mit dem Speer durchbohrt. Eine Inschrift aus dem 17. Jahrhundert wurde über die Reliefs gemeißelt.
Mehrere Höhlen in dem Felsmassiv belegen eine Besiedlung der Gegend während des Mittelpaläolithikums.
In der Nähe befindet sich die Schah-Abbasi-Karawanserei.